# Andrei Bordignon
Andrei Bordignon (Videira, 13 febbraio 1987) è un giocatore di calcio a 5 brasiliano naturalizzato italiano.

## Carriera

### Club
Centrale difensivo con spiccata propensione offensiva, Bordignon è portato in Italia dalla Brillante Roma nella stagione 2005-06. Inizialmente viene aggregato alla formazione Under-21, con la quale vince il campionato italiano di categoria. Dalla stagione successiva entra a far parte stabilmente della prima squadra guidata da Salvatore Zaffiro, il quale ne seguirà la crescita e la definitiva affermazione. Con la società capitolina gioca cinque stagioni in Serie A2, confermando le proprie doti difensive e affinando al contempo quelle offensive. Nell'agosto 2011 si trasferisce alla neonata Futsal Riviera Marche con la cui maglia gioca appena due partite a causa del dissesto finanziario e della conseguente esclusione dal campionato della società picena. Nella stessa stagione si trasferisce quindi al Loreto Aprutino, con cui sfiora la promozione in Serie A per due stagioni consecutive, venendo eliminata ai play-off. In scadenza di contratto, nel 2013 accetta di scendere di categoria accasandosi al blasonato Montesilvano iscrittosi in Serie B. Con i gabbiani vince immediatamente campionato e coppa di categoria, mettendo a segno 32 reti; nel campionato seguente realizza 18 reti in Serie A2 e centra la seconda promozione consecutiva, seppur raggiunta tramite play-off. Il 19 settembre 2015 debutta in Serie A nella prima giornata di campionato contro la Cogianco terminata 3-3 mentre la prima rete giunge l'11 ottobre contro il Real Rieti. Tra i principali artefici della sorprendente stagione, contribuisce alla qualificazione del Montesilvano a Coppa Italia, Winter Cup e play-off realizzando 21 reti (18 nella stagione regolare, 3 nelle altre manifestazioni). Le ottime prestazioni fornite attirano l'interesse delle grandi squadre; a spuntarla è la Luparense che il 9 luglio 2016 ne annuncia l'acquisto a titolo definitivo.

### Nazionale
In possesso della doppia cittadinanza in virtù delle origini venete, Bordignon ha disputato il campionato europeo 2008 con la nazionale Under-21 italiana. Durante la manifestazione il giocatore ha messo a segno la rete decisiva nella semifinale contro i pari età della Spagna. Il debutto nella nazionale maggiore avviene solamente il 10 agosto 2016, in occasione dell'incontro amichevole contro la Slovacchia vinto dagli azzurri per 6-3.

## Palmarès

### Competizioni giovanili
- Campionato italiano Under-21: 1

Brillante Roma: 2005-06

### Competizioni nazionali
- Campionato italiano: 1

A&S: 2017-18
- Coppa Italia: 1

A&S: 2017-18
- Winter Cup: 1

A&S:2016-17
- Campionato di Serie B: 1

Montesilvano: 2013-14
- Coppa Italia di Serie B: 1

Montesilvano: 2013-14